# Paraphenice lopezi
Paraphenice lopezi är en insektsart som beskrevs av Frederick Arthur Godfrey Muir 1925. Paraphenice lopezi ingår i släktet Paraphenice och familjen Derbidae. Inga underarter finns listade i Catalogue of Life.